# نویسه‌های چینی سنتی
حروف زبان چینی سنتی (به انگلیسی: Traditional Chinese characters) یکی از دو نمونه خط چینی برای نگارش زبان چینی است. نمونهٔ دیگر حروف چینی ساده‌شده است. این نوع نگارش نخستین بار در زمان حکمرانی امپراتوری هان در چین پدیدار گشت و حدود ۵ قرن استفاده از آن مرسوم بوده‌است.